# Hongkongs damlandslag i ishockey
Hongkongs damlandslag i ishockey representerar Hongkong i ishockey på damsidan och kontrolleras av Hongkongs ishockeyförbund.

## Historik
Laget spelade sin första match den 1 december 2007, då man utklassade Macao med 13-0 i Hongkong.

### Fotnoter
1. ↑  ”National Teams of Ice Hockey”. Arkiverad från originalet den 13 mars 2016. https://web.archive.org/web/20160313133319/http://www.nationalteamsoficehockey.com/uploads/hong_kong_women_all_time_results.pdf. Läst 28 augusti 2011.